# Барбудо плямистоголовий
Барбудо плямистоголовий (Trachyphonus darnaudii) — вид дятлоподібних птахів родини лібійних (Lybiidae).

## Поширення
Вид поширений в Східній Африці (в Сомалі, Ефіопії, Судані, Південному Судані, Уганді, Кенії і Танзанії). Він мешкає на сухих з поодинокими деревами луках, відкритих лісах, саванах та пасовищах.

## Спосіб життя
Трапляється групами з 4-5 птахів. Живиться комахами, фруктами, яйцями, іноді полює на гризунів. Гнізда облаштовує в термітниках, дублах дерев або у норах в ярах. Також може використовувати стіни занедбаних колодязів та старих будівель. Кладка складається з чотирьох-шести яєць.

## Підвиди
- T. u. darnaudii (Prévost & Des Murs, 1850) — південний схід Судану та південний захід Ефіопії, південь та північний схід Уганди
- T. u. boehmi (Fischer & Reichenow, 1884) — південь і схід Ефіопії, південь Сомалі, південний схід Кенії та північний схід Танзанії
- T. u. emini (Reichenow, 1891) — північне узбережжя Танзанії (на схід від околиць Дар-ес-Салама).